# 박동석
박동석(한국 한자: 朴東錫, 1981년 5월 3일 ~ )은 대한민국의 전 축구 선수로서 포지션은 골키퍼였다.

## 개요
경상남도 마산시 출생으로 마산합성초등학교, 남지중학교, 거제고등학교, 아주대학교를 졸업하였다.

## 축구인 생활

### 선수 생활
2002년 안양 LG 치타스 (현 FC 서울)에 입단하여 K리그에 데뷔했으나, 그 해 리그에서 1경기를 뛰는 데 그쳤고, 2003년에서야 리그에서 25경기를 뛰며 경기 출전횟수를 늘리기 시작하였다. 2004년 안양 LG 치타스가 서울특별시로 연고 이전하여 FC 서울로 구단 명칭을 변경한 후 계속 활약하였지만, 2006년 단 한 차례의 리그 경기에도 뛰지 못했다. 2007년 광주 상무 불사조에 입대해 그 해 리그에서 25경기를 뛰었지만, 2007년 리그컵을 포함하여 5경기를 뛰는 데 그쳤으며 2009년 군 복무를 마치고 FC 서울에 복귀하였으며 2009년 10경기를 출전하고 은퇴하였다.

## 경력

### 선수 경력
- 2001년 ~ 2009년  안양 LG 치타스 / FC 서울
- 2007년 ~ 2008년  광주 상무 (군복무)

## 수상

### 클럽

#### 안양 LG 치타스 / FC 서울
- 아시아 클럽 챔피언십 준우승 1회 (2002년)
- 리그컵 우승 1회 (2006년)